# Rajčići (Novszka)
Rajčići falu Horvátországban, Sziszek-Monoszló megyében. Közigazgatásilag Novszkához tartozik.

## Fekvése
Sziszek városától légvonalban 62, közúton 83 km-re délkeletre, községközpontjától légvonalban 13, közúton 17 km-re keletre, a megyehatáron fekszik.

## Története
A középkorban területén két egykori erősség is állt. A falutól 1600 méterre délnyugatra, a Palaševac-pataktól keletre található a Palaševac régészeti lelőhely egy középkori vár maradványaival. Ennél későbbi építmény volt a falutól északra egy magaslaton a Čardačić régészeti lelőhely egy késő középkori-újkori védelmi létesítmény romjaival.
Rajčići neve csak a 19. században tűnik fel, de egészen 1921-ig az egykori Goleši falu része volt. 1857-ben 480, 1910-ben 621 lakosa volt. Pozsega vármegye Novszkai járásához tartozott. 1918-ban az új szerb-horvát-szlovén állam, majd később Jugoszlávia része lett. A II. világháború idején a Független Horvát Állam része volt. A háború után enyhült a szegénység és sok ember talált munkát a közeli városokban. Rajčići csak 1948-tól számít önálló településnek. 1991-ben teljes lakossága szerb nemzetiségű volt. 1991. június 25-én a független Horvátország része lett, szerb lakossága azonban a szerb erőkhöz csatlakozott. A horvát hadsereg 1995 augusztusában a Vihar hadművelet keretében foglalta vissza. A szerb lakosság elmenekült. A településnek 2011-ben mindössze 4 lakosa volt.

## Népesség
| Lakosság változása | Lakosság változása | Lakosság változása | Lakosság változása | Lakosság változása | Lakosság változása | Lakosság változása | Lakosság változása | Lakosság változása | Lakosság változása | Lakosság változása | Lakosság változása | Lakosság változása | Lakosság változása | Lakosság változása | Lakosság változása |
| ------------------ | ------------------ | ------------------ | ------------------ | ------------------ | ------------------ | ------------------ | ------------------ | ------------------ | ------------------ | ------------------ | ------------------ | ------------------ | ------------------ | ------------------ | ------------------ |
| 1857               | 1869               | 1880               | 1890               | 1900               | 1910               | 1921               | 1931               | 1948               | 1953               | 1961               | 1971               | 1981               | 1991               | 2001               | 2011               |
| 480                | 594                | 647                | 526                | 554                | 621                | 580                | 876                | 230                | 269                | 294                | 226                | 148                | 87                 | 10                 | 4                  |

## Nevezetességei
- Késő középkori-újkori erődítmény romjai a falutól északra, a 457 méteres Čardačić nevű magaslaton.
- Középkori vár maradványai a falutól 1600 méterre délnyugatra, a Palaševac-pataktól keletre.